# Transformada de Laplace
En matemáticas, la transformada de Laplace es una transformada integral que convierte una función de variable real {\displaystyle t} (normalmente el tiempo) a una función de variable compleja {\displaystyle s}. Tiene muchas aplicaciones en ciencia e ingeniería porque es una herramienta para resolver ecuaciones diferenciales. En particular, transforma ecuaciones diferenciales en sumas y restas.

## Historia
La transformada de Laplace recibe su nombre en honor del matemático francés Pierre-Simon Laplace, que la presentó dentro de su teoría de la probabilidad. En 1744, Leonhard Euler había investigado un conjunto de integrales de las formas:
{\displaystyle z=\int X(x)e^{ax}\,dx}
{\displaystyle z=\int X(x)x^{A}\,dx}
como soluciones de ecuaciones diferenciales, pero no profundizó en ellas y pronto abandonó su investigación. Joseph Louis Lagrange, admirador de Euler, también investigó ese tipo de integrales, y las ligó a la teoría de la probabilidad en un trabajo sobre funciones de densidad de probabilidad de la forma:
{\displaystyle \int X(x)e^{-ax}a^{x}\,dx,}
que algunos historiadores interpretan como auténticas transformadas de Laplace. Este tipo de integrales atrajeron la atención de Laplace cuando, en 1782, y siguiendo la idea de Euler, trató de emplear estas integrales como soluciones de ecuaciones diferenciales. Parece ser que en 1785 dio un paso más allá, y reenfocó el problema para en vez de usar las integrales como soluciones, aplicarlas a las ecuaciones dando lugar a las transformadas de Laplace tal y como hoy en día se entienden. Usó una integral como la siguiente:
{\displaystyle \int x^{s}\phi (s)\,dx}
análoga a la transformada de Mellin, con la que transformó una ecuación diferencial en una ecuación algebraica de la que buscó su solución. Planteó alguna de las principales propiedades de su transformada, y de alguna forma reconoció que el método de Joseph Fourier para resolver por medio de las hoy llamadas series de Fourier la ecuación de difusión podría relacionarse con su transformada integral para un espacio finito con soluciones periódicas.
Pese al logro, las transformadas de Laplace pronto cayeron en un relativo olvido, al haber sido presentadas en el campo de la probabilidad —ajeno a su moderna aplicación en la física y la ingeniería—, y ser tratadas sobre todo como objetos matemáticos meramente teóricos.
La moderna aplicación de las transformadas de Laplace y toda su teoría subyacente, surge en realidad en la segunda mitad del siglo XIX. Al tratar de resolver ecuaciones diferenciales relacionadas con la teoría de vibraciones, el ingeniero inglés Oliver Heaviside (1850-1925) descubrió que los operadores diferenciales podían tratarse analíticamente como variables algebraicas. De acuerdo con el «cálculo operacional», si se tiene una ecuación diferencial de la forma
{\displaystyle (D-a)y=f(t)\,}
donde {\displaystyle D} es el operador diferencial {\displaystyle D\,=\,d/dt}, entonces la solución general a dicha ecuación es de la forma:
{\displaystyle y=e^{at}\int e^{-at}f(t)dt+c_{1}e^{at}}.
Heaviside observó que si se trataba al operador {\displaystyle D} como una variable algebraica, era posible alcanzar igualmente la solución de toda ecuación pareja a la de arriba. En efecto, según la solución general, se cumple que:
{\displaystyle y={\frac {1}{D-a}}f(t)=e^{at}\int e^{-at}f(t)dt+c_{1}e^{at}}
Entonces, si se considera una ecuación diferencial de segundo orden como en este ejemplo:
{\displaystyle y''-3y'+2y=e^{t}\,}
que puede reescribirse para resaltar el operador {\displaystyle D} como:
{\displaystyle (D^{2}-3D+2)y=e^{t}\,}
Heaviside propuso despejar y tratar a {\displaystyle D} algebraicamente, en cuyo caso se tendría que:
{\displaystyle y={\frac {e^{t}}{D^{2}-3D+2}}={\frac {e^{t}}{(D-1)(D-2)}}={\frac {1}{D-2}}e^{t}-{\frac {1}{D-1}}e^{t}}
Sustituyendo las fracciones en {\displaystyle D} por la expresión integral de las mismas arriba presentada, se llega a la solución de la ecuación diferencial:
{\displaystyle y=(e^{2t}\int e^{-2t}f(t)dt+c_{1}e^{2t})-(e^{t}\int e^{-t}f(t)dt+c_{2}e^{t})=(e^{2t}(-e^{-t})+c_{1}e^{2t})-(e^{t}(t)+c_{2}e^{t})}
{\displaystyle {\Big (}y=c_{1}e^{2t}-(c_{2}+1)e^{t}-te^{t}{\Big )}}
Heaviside publicó sus resultados, cuya utilidad a la hora de resolver ecuaciones de la física y la ingeniería hizo que pronto se extendieran. Sin embargo, el trabajo de Heaviside, formal y poco riguroso, atrajo las críticas de algunos matemáticos puristas que los rechazaron argumentando que sus resultados no podían surgir de tal forma. No obstante, el éxito del método hizo que pronto fuera adoptado por ingenieros y físicos de todo el mundo, de manera que, finalmente, atrajo la atención de cierto número de matemáticos tratando de justificar el método de manera rigurosa. Tras varias décadas de intentos, se descubrió que la Transformada descubierta por Laplace hacía un siglo no solo ofrecía un fundamento teórico al método de cálculo operacional de Heaviside, sino que además ofrecía una alternativa mucho más sistemática a tales métodos.
Hacia principios del siglo II, la transformada de Laplace se convirtió en una herramienta común de la teoría de vibraciones y de la teoría de circuitos, dos de los campos donde ha sido aplicada con más éxito. En general, la transformada es adecuada para resolver sistemas de ecuaciones diferenciales lineales con condiciones iniciales en el origen. Una de sus ventajas más significativas radica en que la integración y derivación se convierten en multiplicación y división. Esto transforma las ecuaciones diferenciales e integrales en ecuaciones polinómicas, mucho más fáciles de resolver.

## Definición
La transformada de Laplace de una función {\displaystyle f(t)} definida para todos los números reales {\displaystyle t\geq 0}, es la función {\displaystyle F(s)} definida por
{\displaystyle F(s)=\int _{0}^{\infty }e^{-st}f(t)\,dt}
siempre y cuando la integral esté definida.
Cuando {\displaystyle f(t)} es una distribución con una singularidad en 0 entonces la transformada de Laplace se define como
{\displaystyle F(s)=\lim _{\varepsilon \rightarrow 0}\int _{-\varepsilon }^{\infty }e^{-st}f(t)\,dt}

### Notación
Comúnmente se denota la transformada de Laplace por {\displaystyle {\mathcal {L}}\{f\}} o {\displaystyle {\mathcal {L}}\{f(t)\}} donde {\displaystyle {\mathcal {L}}} es llamado el operador de la transformada de Laplace.

### Transformada de Laplace bilateral
Cuando se habla de la transformada de Laplace, generalmente se refiere a la versión unilateral, también existe la transformada de Laplace bilateral, que se define como sigue:
{\displaystyle F(s)=\int _{-\infty }^{\infty }e^{-st}f(t)\,dt.}
Que en ocasiones suele denotarse por {\displaystyle {\mathcal {B}}\{f\}} en lugar de {\displaystyle F}.

## Propiedades
Sean {\displaystyle \alpha ,\beta \in \mathbb {R} } y {\displaystyle f(t)} y {\displaystyle g(t)} dos funciones definidas para {\displaystyle t\geq 0} entonces la transformada de Laplace satisface las siguientes propiedades:  

### Linealidad
{\displaystyle {\mathcal {L}}\{\alpha f(t)+\beta g(t)\}=\alpha {\mathcal {L}}\{f(t)\}+\beta {\mathcal {L}}\{g(t)\}}.

### Primer teorema de traslación
{\displaystyle {\mathcal {L}}\left\{e^{at}f(t)\right\}=F(s-a)}

### Segundo teorema de traslación
Si {\displaystyle u(t)} denota la función escalón unitario entonces
{\displaystyle {\mathcal {L}}\{f(t-a)u(t-a)\}=e^{-as}{\mathcal {L}}\{f(t)\}}
En ocasiones es más cómoda la siguiente expresión
{\displaystyle {\mathcal {L}}\{f(t)u(t-a)\}=e^{-as}{\mathcal {L}}\{f(t+a)\}}

### Transformada de una derivada
Si {\displaystyle n\in \mathbb {N} } entonces
{\displaystyle {\mathcal {L}}\{f^{(n)}(t)\}(s)=s^{n}{\mathcal {L}}\{f(t)\}(s)-s^{n-1}f(0)-s^{n-2}f'(0)-\cdots -f^{(n-1)}(0)}.
donde {\displaystyle f^{(n)}} denota la {\displaystyle n}-ésima derivada de {\displaystyle f}.

### Transformada de una integral
{\displaystyle {\mathcal {L}}\left\{\int _{0}^{t}f(u)\;du\right\}(s)={\frac {{\mathcal {L}}\{f(t)\}(s)}{s}}}

### Derivada de una transformada
Si {\displaystyle n\in \mathbb {N} } entonces
{\displaystyle {\mathcal {L}}\{\,t^{n}f(t)\}(s)=(-1)^{n}{\frac {d^{n}}{ds^{n}}}\;{\mathcal {L}}\{f(t)\}(s)}
en particular cuando {\displaystyle n=1} obtenemos
{\displaystyle {\begin{aligned}{\mathcal {L}}\{tf(t)\}(s)&=-{\frac {d}{ds}}\;{\mathcal {L}}\{f(t)\}(s)\end{aligned}}}

### Integral de una transformada
{\displaystyle \int _{s}^{\infty }{\mathcal {L}}\{f(t)\}(s)ds={\mathcal {L}}\left\{{\frac {f(t)}{t}}\right\}(s)}

### Transformada de una función periódica
Si {\displaystyle f(t)} es una función periódica con periodo {\displaystyle T} entonces
{\displaystyle {\mathcal {L}}\{f(t)\}(s)={\frac {1}{1-e^{-sT}}}\int _{0}^{T}e^{-st}f(t)\,dt}

### Convolución
{\displaystyle {\mathcal {L}}\{f(t)*g(t)\}={\mathcal {L}}\{f(t)\}{\mathcal {L}}\{g(t)\}}

### Transformada de la delta de Dirac
Para {\displaystyle t_{0}>0}
{\displaystyle {\mathcal {L}}\{\delta (t-t_{0})\}(s)=e^{-t_{0}s}}

### Condiciones de convergencia
Se puede establecer una condición suficiente para la convergencia mediante el concepto del orden exponencial.
Se dice que una función {\displaystyle f} es de orden exponencial {\displaystyle c} si existen constantes {\displaystyle c}, {\displaystyle M>0} y {\displaystyle T>0} tales que {\displaystyle |f(t)|\leq Me^{ct}} para todo {\displaystyle t>T}.
Por ejemplo, la función {\displaystyle f(t)=t^{n}} puede ser considerada de orden exponencial para cualquier valor positivo de {\displaystyle c}, mientras que {\displaystyle e^{t^{2}}} no posee orden exponencial, pues crece con mayor rapidez que cualquier función de la forma {\displaystyle e^{ct}} con {\displaystyle c\in \mathbb {R} }.
El teorema consiste en que para toda {\displaystyle f} continua por tramos definida en el intervalo {\displaystyle [0,\infty )} y de orden exponencial {\displaystyle c}, se tiene que {\displaystyle {\mathcal {L}}\{f\}} existe para {\displaystyle s>c}.
De modo que la función {\displaystyle f(t)=t^{n}} posee transformada de Laplace para {\displaystyle s>0} y la existencia de la transformada de Laplace para la función {\displaystyle e^{t^{2}}}no está asegurada mediante este teorema.

### Teorema del valor inicial
Sea una función {\displaystyle f\in \varepsilon } derivable a trozos y que {\displaystyle f^{\prime }\in \varepsilon } entonces:
{\displaystyle f(0^{+})=\lim _{s\to \infty }{sF(s)}}
{\displaystyle \varepsilon } es el conjunto de funciones continuas a trozos con orden exponencial.

### Teorema del valor final
Sea{\displaystyle f\in \varepsilon } una función derivable a trozos tal que {\displaystyle f^{\prime }\in \varepsilon } entonces:
{\displaystyle f(\infty )=\lim _{s\to 0}{sF(s)}}
{\displaystyle \varepsilon } es funciones continuas a trozos con orden exponencial.

## Demostraciones

### Linealidad
Partiendo de la propia definición de transformada,
{\displaystyle {\begin{aligned}{\mathcal {L}}\{\alpha f(t)+\beta g(t)\}&=\int _{0}^{\infty }e^{-st}[\alpha f(t)+\beta g(t)]\;dt\\&=\alpha \int _{0}^{\infty }e^{-st}f(t)\;dt+\beta \int _{0}^{\infty }e^{-st}g(t)\;dt\\&=\alpha {\mathcal {L}}\{f(t)\}+\beta {\mathcal {L}}\{g(t)\}\end{aligned}}}

### Primer teorema de traslación
Esta propiedad se obtiene aplicando la definición de transformada y a través del cambio de variable {\displaystyle u=s-a}.
{\displaystyle {\begin{aligned}{\mathcal {L}}\{e^{at}f(t)\}&=\int _{0}^{\infty }e^{at}f(t)e^{-st}\;dt\\&=\int _{0}^{\infty }e^{-(s-a)t}f(t)\;dt\\&=\int _{0}^{\infty }e^{-ut}f(t)\;dt\quad {\mbox{al hacer}}\quad u=s-a\\&=F(u)\\&=F(s-a)\end{aligned}}}

### Segundo teorema de traslación
Esta propiedad se demuestra por definición y teniendo en cuenta la definición de la función escalón unitario
{\displaystyle {\begin{aligned}{\mathcal {L}}\{f(t-a)u(t-a)\}&=\int _{0}^{\infty }f(t-a)u(t-a)e^{-st}dt\\&=\int _{0}^{a}f(t-a)*0*e^{-st}dt+\int _{a}^{\infty }f(t-a)*1*e^{-st}dt\\&=\int _{a}^{\infty }f(t-a)e^{-st}dt\\&=\int _{0}^{\infty }f(u)e^{-s(u+a)}du\quad {\mbox{al hacer }}u=t-a\\&=e^{-as}\int _{0}^{\infty }f(u)e^{-su}du\\&=e^{-as}{\mathcal {L}}\{f\}.\end{aligned}}}

### Transformada de una derivada
Sólo se demostrará el caso para {\displaystyle n=1}, por definición
{\displaystyle {\mathcal {L}}\{f'(t)\}=\int _{0}^{\infty }f'(t)e^{-st}dt}
procedemos a utilizar integración por partes, definamos 
{\displaystyle {\begin{aligned}u&=e^{-st}&dv&=f'(t)dt\\du&=-se^{-st}dt&v&=f(t)\end{aligned}}}
entonces
{\displaystyle {\begin{aligned}{\mathcal {L}}\{f'(t)\}&=\int _{0}^{\infty }f'(t)e^{-st}dt\\&=e^{-st}f(t){\bigg |}_{0}^{\infty }+\int _{0}^{\infty }sf(t)e^{-st}dt\\&=e^{-st}f(t){\bigg |}_{0}^{\infty }+s\int _{0}^{\infty }f(t)e^{-st}dt\\&=-f(0)+s{\mathcal {L}}\{f(t)\}\\&=s{\mathcal {L}}\{f(t)\}-f(0)\end{aligned}}}
Para demostrar el caso para cualquier {\displaystyle n\in \mathbb {N} } puede utilizarse inducción matemática.

### Transformada de una integral
Por definición
{\displaystyle {\begin{aligned}{\mathcal {L}}\left\{\int _{0}^{t}f(u)du\right\}&=\int _{0}^{\infty }\int _{0}^{t}f(u)e^{-st}dudt\\&=\int _{0}^{\infty }\int _{u}^{\infty }f(u)e^{-st}dtdu\\&=\int _{0}^{\infty }\left.{\frac {f(u)e^{-st}}{-s}}\right|_{u}^{\infty }du\\&=\int _{0}^{\infty }{\frac {f(u)e^{-su}}{s}}\;du\\&={\frac {1}{s}}\int _{0}^{\infty }f(u)e^{-su}du\\&={\frac {{\mathcal {L}}\{f(t)\}}{s}}\end{aligned}}}

### Derivada de una transformada
{\displaystyle {\begin{aligned}(-1)^{n}{\frac {d^{n}}{ds^{n}}}{\mathcal {L}}\{f(t)\}&=(-1)^{n}{\frac {d^{n}}{ds^{n}}}\int _{0}^{\infty }f(t)e^{-st}\;dt\\&=(-1)^{n}\int _{0}^{\infty }{\frac {\partial ^{n}}{\partial s^{n}}}f(t)e^{-st}\;dt\\&=(-1)^{n}\int _{0}^{\infty }(-1)^{n}t^{n}f(t)e^{-st}\;dt\\&=(-1)^{2n}\int _{0}^{\infty }t^{n}f(t)e^{-st}\;dt\\&={\mathcal {L}}\{t^{n}f(t)\}\end{aligned}}}

### Integral de una transformada
Considere {\displaystyle {\mathcal {L}}\{{f(t)}\}=F(\omega )}, integrando ambos lados de la igualdad desde {\displaystyle s} hasta {\displaystyle \infty }
{\displaystyle {\begin{aligned}\int _{s}^{\infty }F(\omega )d\omega &=\int _{s}^{\infty }{\mathcal {L}}\{f(t)\}\;d\omega \\&=\int _{s}^{\infty }\int _{0}^{\infty }e^{-\omega t}f(t)\;dt\;d\omega \\&=\int _{0}^{\infty }f(t)\left[\int _{s}^{\infty }e^{-\omega t}d\omega \right]dt\\&=\int _{0}^{\infty }{\frac {f(t)}{t}}\;e^{-st}dt\\&={\mathcal {L}}\left\{{\dfrac {f(t)}{t}}\right\}\end{aligned}}}

### Transformada de una función periódica
Usando la definición de transformada tenemos que 
{\displaystyle {\begin{aligned}{\mathcal {L}}\{f(t)\}&=\int _{0}^{\infty }f(t)e^{-st}dt\\&=\int _{0}^{T}f(t)e^{-st}dt+\int _{T}^{\infty }f(t)e^{-st}dt\end{aligned}}}
para la segunda integral hagamos el cambio de variable {\displaystyle t=u+T} por lo que 
{\displaystyle {\begin{aligned}\int _{T}^{\infty }f(t)e^{-st}dt&=\int _{0}^{\infty }f(u+T)e^{-s(u+T)}du\\&=e^{-sT}\int _{0}^{\infty }f(u)e^{-su}du\\&=e^{-sT}{\mathcal {L}}\{f(t)\}\end{aligned}}}
entonces 
{\displaystyle {\begin{aligned}{\mathcal {L}}\{f(t)\}&=\int _{0}^{T}f(t)e^{-st}dt+\int _{T}^{\infty }f(t)e^{-st}dt\\&=\int _{0}^{T}f(t)e^{-st}dt+e^{-sT}{\mathcal {L}}\{f(t)\}\\{\mathcal {L}}\{f(t)\}-e^{-sT}{\mathcal {L}}\{f(t)\}&=\int _{0}^{T}f(t)e^{-st}dt\\{\mathcal {L}}\{f(t)\}\left(1-e^{-sT}\right)&=\int _{0}^{T}f(t)e^{-st}dt\\{\mathcal {L}}\{f(t)\}&={\frac {1}{1-e^{-sT}}}\int _{0}^{T}f(t)e^{-st}dt\end{aligned}}}

### Transformada de la delta de Dirac
Conociendo previamente la función delta de Dirac, saliendo de la propia definición,
{\displaystyle {\mathcal {L}}\{\delta (t-t_{0})\}=\int _{0}^{\infty }\delta (t-t_{0})e^{-st}dt=e^{-t_{0}s}}

## Ejemplos

### Ejemplo 1
Por definición calculemos la transformada de Laplace de {\displaystyle f(t)=1}
{\displaystyle {\begin{aligned}{\mathcal {L}}\{1\}&=\int _{0}^{\infty }e^{-st}dt\\&=\lim _{b\to \infty }\int _{0}^{b}e^{-st}dt\\&=\lim _{b\to \infty }{\frac {-e^{-st}}{s}}{\bigg |}_{0}^{b}\\&=\lim _{b\to \infty }\left({\frac {-e^{-sb}+1}{s}}\right)\\&={\frac {1}{s}}\end{aligned}}}

### Ejemplo 2
Utilizando el primer teorema de traslación hallemos la transformada de Laplace de {\displaystyle f(t)=e^{at}}
{\displaystyle {\begin{aligned}{\mathcal {L}}\{e^{at}\}&={\mathcal {L}}\{1\}_{s\to s-a}\\&=\left.{\frac {1}{s}}\right|_{s\to s-a}\\&={\frac {1}{s-a}}\end{aligned}}}

### Ejemplo 3
Utilizando la derivada de una transformada hallemos la transformada de Laplace de {\displaystyle f(t)=te^{3t}}
{\displaystyle {\begin{aligned}{\mathcal {L}}\{te^{3t}\}&=(-1){\frac {d}{ds}}\;{\mathcal {L}}\{e^{3t}\}\\&=-{\frac {d}{ds}}\left({\frac {1}{s-3}}\right)\\&=-\left({\frac {-1}{(s-3)^{2}}}\right)\\&={\frac {1}{(s-3)^{2}}}\end{aligned}}}

### Ejemplo 4
Utilizando series hallemos la transformada de Laplace de {\displaystyle f(t)=\operatorname {sen}(kt)}
{\displaystyle {\begin{aligned}{\mathcal {L}}\{\operatorname {sen}(kt)\}&={\mathcal {L}}\left\{\sum _{n=0}^{\infty }{\frac {(-1)^{n}(kt)^{2n+1}}{(2n+1)!}}\right\}={\mathcal {L}}\left\{\sum _{n=0}^{\infty }{\frac {(-1)^{n}k^{2n+1}t^{2n+1}}{(2n+1)!}}\right\}\\&=\sum _{n=0}^{\infty }{\frac {(-1)^{n}k^{2n+1}}{(2n+1)!}}\;{\mathcal {L}}\left\{t^{2n+1}\right\}=\sum _{n=0}^{\infty }{\frac {(-1)^{n}k^{2n+1}(2n+1)!}{(2n+1)!s^{2n+2}}}\\&=\sum _{n=0}^{\infty }{\frac {(-1)^{n}k^{2n+1}}{s^{2n+2}}}=\sum _{n=0}^{\infty }{\frac {(-1)^{n}k^{2n}k}{s^{2n}s^{2}}}\\&={\frac {k}{s^{2}}}\sum _{n=0}^{\infty }(-1)^{n}\left({\frac {k^{2}}{s^{2}}}\right)^{n}\end{aligned}}}
al hacer {\textstyle x={\frac {k^{2}}{s^{2}}}}  obtenemos
{\displaystyle {\begin{aligned}{\mathcal {L}}\{\operatorname {sen}(kt)\}&={\frac {k}{s^{2}}}\sum _{n=0}^{\infty }(-1)^{n}x^{n}={\frac {k}{s^{2}}}\sum _{n=0}^{\infty }(-x)^{n}\\&={\frac {k}{s^{2}}}\left({\frac {1}{1+x}}\right)={\frac {k}{s^{2}}}\left({\frac {1}{1+{\frac {k^{2}}{s^{2}}}}}\right)\\&={\frac {k}{s^{2}}}\left({\frac {s^{2}}{s^{2}+k^{2}}}\right)={\frac {k}{s^{2}+k^{2}}}\end{aligned}}}
Por lo tanto
{\displaystyle {\mathcal {L}}\{\operatorname {sen}(kt)\}={\frac {k}{s^{2}+k^{2}}}}

### Ejemplo 5
Utilizando transformada de una integral hallemos la transformada de Laplace de {\textstyle f(t)=\int _{0}^{t}u^{100}e^{2u}du}.
{\displaystyle {\begin{aligned}{\mathcal {L}}\left\{\int _{0}^{t}u^{100}e^{2u}du\right\}&={\frac {1}{s}}\;{\mathcal {L}}\left\{t^{100}e^{2t}\right\}\\&={\frac {1}{s}}\;{\mathcal {L}}\left\{t^{100}\right\}_{s\to s-2}\\&={\frac {1}{s}}\left({\frac {100!}{s^{101}}}\right)_{s\to s-2}\\&={\frac {100!}{s(s-2)^{101}}}\end{aligned}}}

## Tabla de las transformadas de Laplace más comunes
La siguiente tabla provee la mayoría de las transformaciones de Laplace para funciones de una sola variable. Debido a que la transformada de Laplace es un operador lineal, la transformada de Laplace de una suma es la suma de la transformada de Laplace de cada término.
{\displaystyle {\mathcal {L}}\left\{f(t)+g(t)\right\}={\mathcal {L}}\left\{f(t)\right\}+{\mathcal {L}}\left\{g(t)\right\}}
{\displaystyle {\mathcal {L}}\left\{af(t)\right\}=a{\mathcal {L}}\left\{f(t)\right\}}
Aquí está una lista de las transformadas más comunes. En ella, {\displaystyle u\,} denota a la llamada función de Heaviside o función escalón, que vale 1 cuando su argumento es positivo y 0 cuando su argumento es negativo. Cuando su argumento vale 0 se le suele asignar el valor 1/2, aunque esto no tiene relevancia práctica.
| ID | Función | Dominio en el tiempo {\displaystyle x(t)={\mathcal {L}}^{-1}\left\{X(s)\right\}} | Dominio en la frecuencia {\displaystyle X(s)={\mathcal {L}}\left\{x(t)\right\}}                                 | Región de la convergencia para sistemas causales |
| --- | --- | -------------------------------------------------------------------------------- | --- | ------------------------------------------------ |
| 1 | retraso ideal | {\displaystyle \delta (t-\tau )\ }                                               | {\displaystyle e^{-\tau s}\ }                                                                                   |                                                  |
| 2 | impulso unitario | {\displaystyle \delta (t)\ }                                                     | {\displaystyle 1\ }                                                                                             | {\displaystyle \mathrm {todo} \ s\,}             |
| 3 | amortiguación exponencial | {\displaystyle e^{-\alpha t}\ }                                                  | {\displaystyle {1 \over s+\alpha }}                                                                             | {\displaystyle s>-\alpha \ }                     |
| 4 | enésima potencia con desplazamiento en la frecuencia | {\displaystyle \ t^{n}\cdot e^{-\alpha t}}                                       | {\displaystyle {\frac {n!}{(s+\alpha )^{n+1}}}}                                                                 | {\displaystyle s>-\alpha \,}                     |
| 5 | escalón unitario | {\displaystyle u(t)\ }                                                           | {\displaystyle {1 \over s}}                                                                                     | {\displaystyle s>0\,}                            |
| 6 | escalón unitario con retraso | {\displaystyle u(t-\tau )\ }                                                     | {\displaystyle {e^{-\tau s} \over s}}                                                                           | {\displaystyle s>0\,}                            |
| 7 | n-ésima potencia | {\displaystyle {t^{n}}}                                                          | {\displaystyle {n! \over s^{n+1}}}                                                                              | {\displaystyle s>0\,}                            |
| 8 | q-ésima potencia | {\displaystyle {t^{q}}}                                                          | {\displaystyle {\Gamma (q+1) \over s^{q+1}}}                                                                    | {\displaystyle s>0\,}                            |
| 9 | seno | {\displaystyle \operatorname {sen}(\omega t)\ }                                  | {\displaystyle {\omega \over s^{2}+\omega ^{2}}}                                                                | {\displaystyle s>0\ }                            |
| 10 | coseno | {\displaystyle \cos(\omega t)\ }                                                 | {\displaystyle {s \over s^{2}+\omega ^{2}}}                                                                     | {\displaystyle s>0\ }                            |
| 11 | seno hiperbólico | {\displaystyle \sinh(\alpha t)\ }                                                | {\displaystyle {\alpha \over s^{2}-\alpha ^{2}}}                                                                | {\displaystyle s>\|\alpha \|\ }                  |
| 12 | coseno hiperbólico | {\displaystyle \cosh(\alpha t)\ }                                                | {\displaystyle {s \over s^{2}-\alpha ^{2}}}                                                                     | {\displaystyle s>\|\alpha \|\ }                  |
| 13 | logaritmo natural | {\displaystyle \log \left({t \over t_{0}}\right)}                                | {\displaystyle -{\log(t_{0}s)+\gamma \over s}}                                                                  | {\displaystyle s>0\,}                            |
| 14 | Función de Bessel de primer tipo, de orden n | {\displaystyle J_{n}(\omega t)}                                                  | {\displaystyle {\frac {\omega ^{n}\left(s+{\sqrt {s^{2}+\omega ^{2}}}\right)^{-n}}{\sqrt {s^{2}+\omega ^{2}}}}} | {\displaystyle s>0\,} {\displaystyle (n>-1)\,}   |
| 15 | Función de Bessel modificada de primer tipo, de orden n | {\displaystyle I_{n}(\omega t)}                                                  | {\displaystyle {\frac {\omega ^{n}\left(s+{\sqrt {s^{2}-\omega ^{2}}}\right)^{-n}}{\sqrt {s^{2}-\omega ^{2}}}}} | {\displaystyle s>\|\omega \|\,}                  |
| 16 | Función de error | {\displaystyle \mathrm {erf} (t)}                                                | {\displaystyle {e^{s^{2}/4}\operatorname {erfc} \left(s/2\right) \over s}}                                      | {\displaystyle s>0\,}                            |
| Notas explicativas: \| - {\displaystyle u(t)\,} representa la función escalón unitario - {\displaystyle \delta (t)\,} representa la Delta de Dirac - {\displaystyle \Gamma (z)\,} representa la función gamma - {\displaystyle \gamma \,} es la constante de Euler-Mascheroni \| - {\displaystyle t\,}, un número real, típicamente representa tiempo, aunque puede representar cualquier variable independiente - {\displaystyle s\,} es la frecuencia angular compleja - {\displaystyle \alpha \,}, {\displaystyle \beta \,}, {\displaystyle \tau \,}, y {\displaystyle \omega \,} son números reales - {\displaystyle n\,}es un número entero \| Sistema causal es un sistema donde la respuesta al impulso h(t) es cero para todo tiempo t anterior a t = 0. En general, la respuesta al impulso para sistemas causales no es el mismo que la misma para sistemas anticausales. | |                                                                                  | |                                                  |
| - {\displaystyle u(t)\,} representa la función escalón unitario - {\displaystyle \delta (t)\,} representa la Delta de Dirac - {\displaystyle \Gamma (z)\,} representa la función gamma - {\displaystyle \gamma \,} es la constante de Euler-Mascheroni | - {\displaystyle t\,}, un número real, típicamente representa tiempo, aunque puede representar cualquier variable independiente - {\displaystyle s\,} es la frecuencia angular compleja - {\displaystyle \alpha \,}, {\displaystyle \beta \,}, {\displaystyle \tau \,}, y {\displaystyle \omega \,} son números reales - {\displaystyle n\,}es un número entero |                                                                                  | |                                                  |

## Relación con otras transformadas
La transformada de Laplace está estrechamente relacionada con la transformada de Fourier y la transformada Z (véase por ejemplo: Relación de la transformada Z con la transformada de Laplace).